# Charly Chantereau-Morais
Pas d'image ? Cliquez ici

a Compétitions nationales et continentales officielles uniquement.

b Matchs officiels uniquement.
Charly Chantereau-Morais, né le 12 mars 1990, est un joueur international de rugby à XV franco-portugais qui évolue actuellement au poste 3/4 centre, no 13, au FCO Oloron Rugby.

## Biographie
Charly Chantereau-Morais est natif et originaire de Pithiviers, une commune proche d'Orléans en région Centre-Val de Loire. Il y commence le rugby à l'âge de 5 ans, en 1995, à l'US Pithiviers. Il jouera par la suite au Racing Club d'Orléans.
Il arrive dans les Pyrénées-Atlantiques en 2009 à 19 ans pour jouer aux Espoirs de la Section Paloise où il côtoyait notamment Julien Fumat et Samuel Marques qui jouent aujourd'hui dans l'équipe professionnelle du club, évoluant en TOP 14. Il y resta 4 ans.
Depuis la saison 2013-2014, Charly Chantereau-Morais évolue au FCO Oloron Rugby, en Fédérale 1. Il y occupe le poste de 3/4 centre et porte le numéro 13. Le rugbyman est fidèle à son club depuis lors et a même été l'un de ceux qui ont participé à porter le club jusqu'en demi-finale du trophée Jean Prat lors de la saison 2017-2018, position que le club n'avait plus connu depuis une décennie. 
En 2018, il est nommé parmi quatre autres personnalités à l'élection du sportif de l'année en Béarn organisée par le journal Sud Ouest. Ses concurrents étaient Ahmed Andaloussi de Pau Triathlon, Marc Baget de l'US Orthez Rugby, Doriane Delassus de PAU Canoë Kayak et Jocelyne Pauly des Givrés de Nay, qui a remporté le concours.
Régulièrement, Charly Chantereau-Morais représente son club du FCO Oloron Rugby à la radio chez France Bleu Béarn. 

## Carrière internationale
Le 16 mars 2012, Charly Chantereau-Morais est titulaire avec l'équipe du Portugal de rugby à XV, lors d'un match opposant la sélection portugaise à l'Ukraine à l'occasion du Championnat européen des nations.